# Mahogany Creek
Mahogany Creek är en del av en befolkad plats i Australien. Den ligger i kommunen Mundaring och delstaten Western Australia, omkring 24 kilometer öster om delstatshuvudstaden Perth.
Runt Mahogany Creek är det ganska tätbefolkat, med 75 invånare per kvadratkilometer. Närmaste större samhälle är Maylands, omkring 20 kilometer väster om Mahogany Creek.
I omgivningarna runt Mahogany Creek växer huvudsakligen savannskog. Genomsnittlig årsnederbörd är 763 millimeter. Den regnigaste månaden är juli, med i genomsnitt 131 mm nederbörd, och den torraste är december, med 14 mm nederbörd.